# Орчик (колійний пост)
Орчик — колійний пост Полтавської дирекції Південної залізниці на електрифікованій лінії Полтава-Південна — Берестин між станціями Карлівка (18 км) та Ланна (17 км). Розташований поблизу села Федорівка Полтавського району Полтавської області.

## Історичні відомості
Роз'їзд відкритий у 1896 році, в ході прокладання залізничної лінії Полтава — Берестин.
15 жовтня 1897 року — відкрито для руху ділянку Карлівка — Костянтиноград завдовжки 32 версти.
На початку XX століття роз'їзд набув статусу станції, а з 2019 року — колійний пост.

## Пасажирське сполучення
На платформі Орчик зупиняються приміські електропоїзди сполученням Полтава-Південна — Лозова.